# Kristen Anderson-Lopez
Kristen Anderson-Lopez é uma atriz e compositora filipina-americana.
Com o seu marido, Robert Lopez, e Henry Jackman, escreveu e produziu músicas para o filme da Disney de 2011 Winnie the Pooh, que foi nomeado a um Annie Award por Melhor Música em Uma Produção. Ela também dublou Kanga no filme. Além disso, ela escreveu músicas para a produção da Walt Disney World Finding Nemo – The Musical. Ela e seu marido também escreveram canções para o filme de 2013 da Disney Frozen, incluindo "Let It Go", que ganhou um Oscar no 86th Academy Awards em 2 de março de 2014.

## Trilhas Sonoras
- Frozen: Let it Go (Tema da Elsa)